# 立川らく人
立川 らく人（たてかわ らくと、1985年4月16日 - ）は、落語家
、雀士。落語立川流所属の二ツ目、日本プロ麻雀協会所属。出囃子はじんじろ。本名：土井 真也。

## 経歴
1985年4月16日、鳥取県米子市出身。横浜国立大学教育人間科学部マルチメディア文化課程卒業。
2011年4月、立川志らくに入門する。2015年2月、二ツ目に昇進した。
師匠志らくが、2015年1月より国立演芸場において、年四回、16年かけて203席ネタ出しする『立川志らく落語大全集』を開催中だが、らく人も師匠の背中を追って同じネタで『立川らく人落語大全集』を同年12月より開催している。
2019年5月、師匠の志らくが主宰する劇団の稽古に一門の弟子たちが一度も見学に来なかったことから「弟子が師匠に対して興味がないのなら弟子である必要はありません」との理由で、志らく門下の二つ目7人全員が前座に降格となった。ただし、いずれも期限を決めた上での前座再修行としている。その後、同年7月1日付で二つ目に復帰した。
2023年より、日本プロ麻雀協会に所属。落語家で初のプロ雀士となった。